# París-Roubaix 2016
La París-Roubaix 2016 va ser la 114a edició de la clàssica ciclista París-Roubaix. La cursa es disputà el 10 d'abril de 2016 entre la vila de Compiègne i el velòdrom André Pétrieux de Roubaix, amb un recorregut final de 257,5 km. Aquesta fou la desena prova de l'UCI World Tour 2016.
El vencedor final fou l'australià Mathew Hayman (Orica-GreenEDGE), que s'imposà a l'esprint al belga Tom Boonen (Etixx-Quick Step), amb la qual cosa evità la cinquena victòria de Boonen en "l'infern de Nord". Ian Stannard (Team Sky) completà el podi.
Durant la cursa el càntabre Fran Ventoso (Movistar Team) va patir una caiguda que li provocà un important tall a l'alçada de la tíbia per culpa d'un fre de disc. Com a conseqüència de les ferides hagué de ser operat l'endemà per cosir-li el teixit muscular. Dos dies més tard l'UCI prohibia aquesta modalitat de frens.

## Recorregut

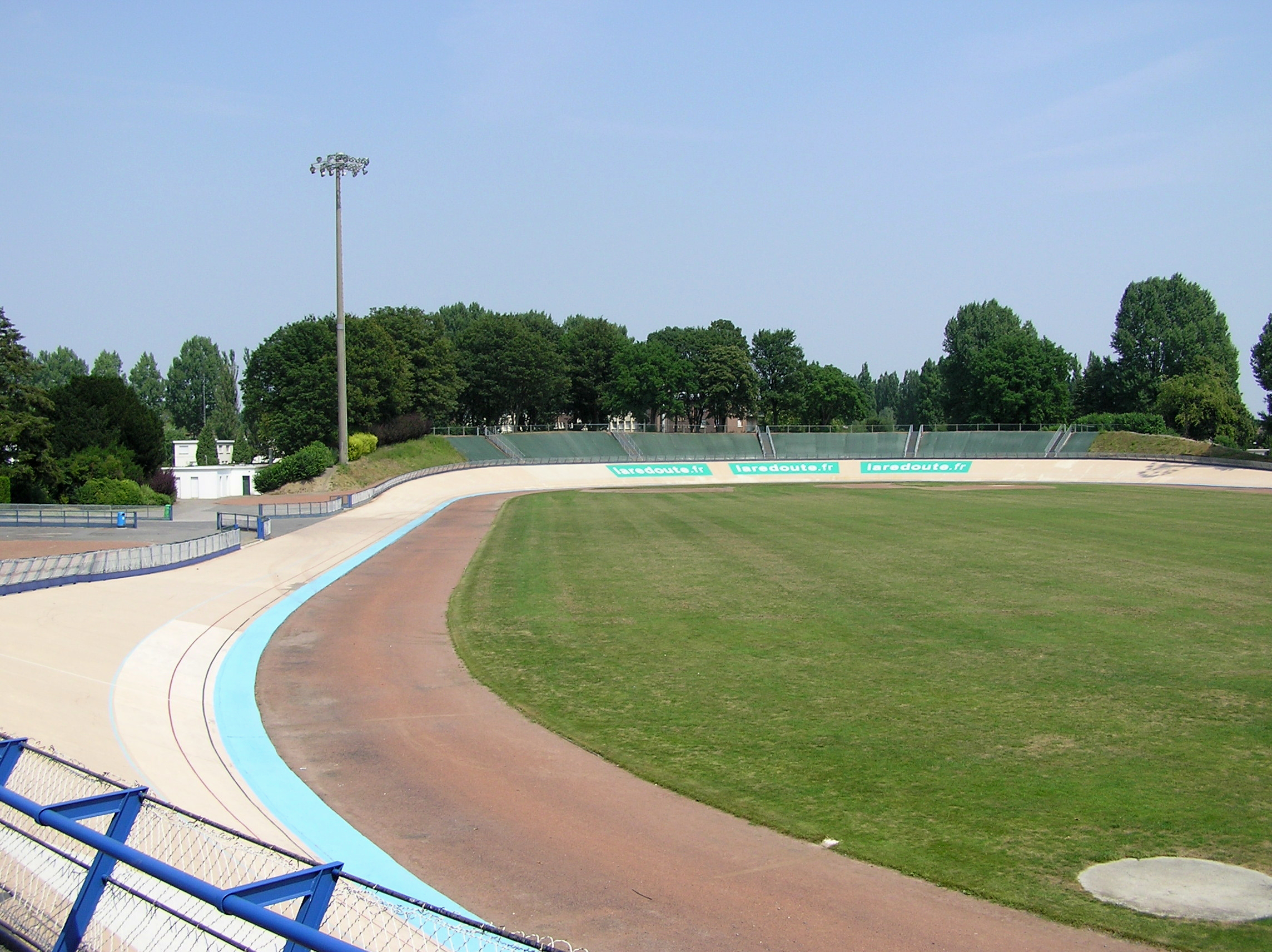
El Velòdrom André-Pétrieux, lloc de l'arribada

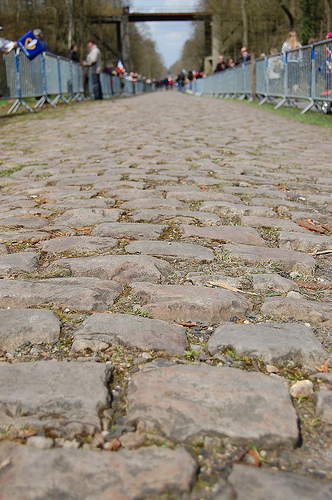
El Trouée d'Arenberg és considerat el sector de llambordes més difícil de la cursa.

El recorregut de la París-Roubaix varia poc respecte al de l'edició de 2015. És quatre quilòmetres més llarg, per completar un recorregut de 257,5 km. Durant el recorregut hauran de superar 52,8 km de llambordes repartits entre vint-i-set sectors, el primer d'ells al quilòmetre 98,5. Tres són els sectors més complicats: Trouée d'Arenberg (km 162), Mons-en-Pévèle (km 209) i Carrefour de l'Arbre (km 240,5). Els darrers 750 metres es disputen dins el velòdrom de Roubaix.
| Sector | Quilòmetres | Localització                            | Llargada (m) | Dificultat        |
| ------ | ----------- | --------------------------------------- | ------------ | ----------------- |
| 27     | 98,5        | Troisvilles-Inchy                       | 2.200        | * · * · *         |
| 26     | 105         | Viesly-Quiévy                           | 1.800        | * · * · *         |
| 25     | 108         | Quiévy-Saint-Python                     | 3.700        | * · * · * · *     |
| 24     | 112,5       | Saint-Python                            | 1.500        | * · *             |
| 23     | 120,5       | Vertain-Saint-Martin-sur-Écaillon       | 2.300        | * · * · *         |
| 22     | 130         | Verchain-Maugré-Quérénaing              | 1.600        | * · * · *         |
| 21     | 133,5       | Quérénaing-Maing                        | 2.500        | * · * · *         |
| 20     | 136,5       | Maing-Monchaux-sur-Écaillon             | 1.600        | * · * · *         |
| 19     | 149,5       | Haveluy-Wallers                         | 2.500        | * · * · * · *     |
| 18     | 158         | Trouée d'Arenberg                       | 2.400        | * · * · * · * · * |
| 17     | 164         | Wallers-Hélesmes                        | 1.600        | * · * · *         |
| 16     | 170,5       | Hornaing-Wandignies-Hamage              | 3.700        | * · * · * · *     |
| 15     | 178         | Warlaing-Brillon                        | 2.400        | * · * · *         |
| 14     | 181,5       | Tilloy-lez-Marchiennes-Sars-et-Rosières | 2.400        | * · * · * · *     |
| 13     | 188         | Beuvry-la-Forêt-Orchies                 | 1.400        | * · * · *         |
| 12     | 193         | Orchies                                 | 1.700        | * · * · *         |
| 11     | 199         | Auchy-lez-Orchies-Bersée                | 2.700        | * · * · * · *     |
| 10     | 204,5       | Mons-en-Pévèle                          | 3.000        | * · * · * · * · * |
| 9      | 210,5       | Mérignies-Avelin                        | 700          | * · *             |
| 8      | 214         | Pont-Thibaut-Ennevelin                  | 1.400        | * · * · *         |
| 7      | 220         | Moulin-de-Vertain                       | 500          | * · *             |
| 6-2    | 226,5       | Cysoing-Bourghelles                     | 1.300        | * · * · * · *     |
| 6-1    | 229         | Bourghelles-Wannehain                   | 1.100        | * · * · *         |
| 5      | 233,5       | Camphin-en-Pévèle                       | 1.800        | * · * · * · *     |
| 4      | 236,5       | Carrefour de l'Arbre                    | 2.100        | * · * · * · * · * |
| 3      | 238,5       | Gruson                                  | 1.100        | * · *             |
| 2      | 245,5       | Willems-Hem                             | 1.400        | * · *             |
| 1      | 252         | Roubaix (Espai Charles Crupelandt)      | 300          | *                 |

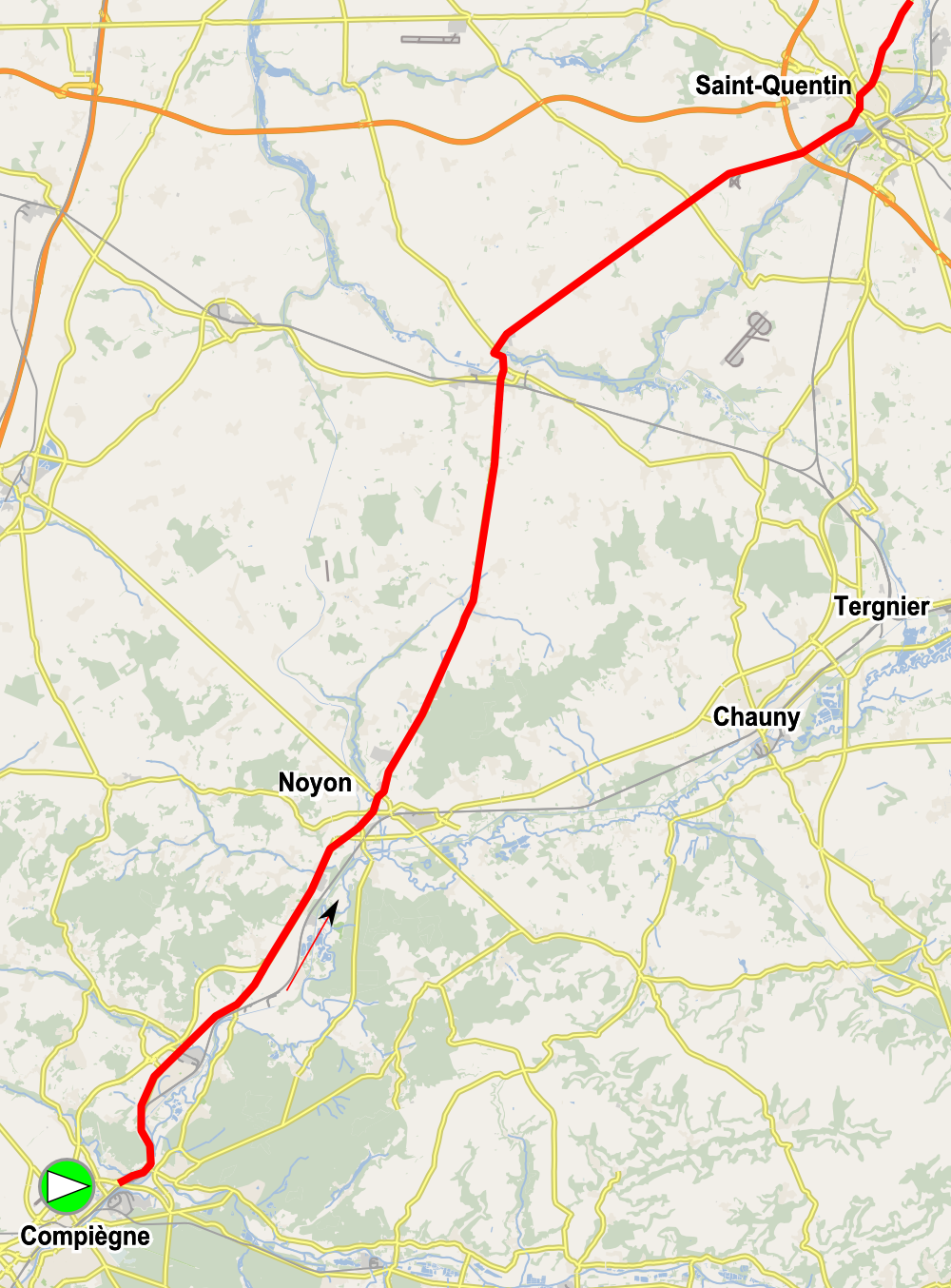
Primera part del recorregut, sectors de llambordes en verd.
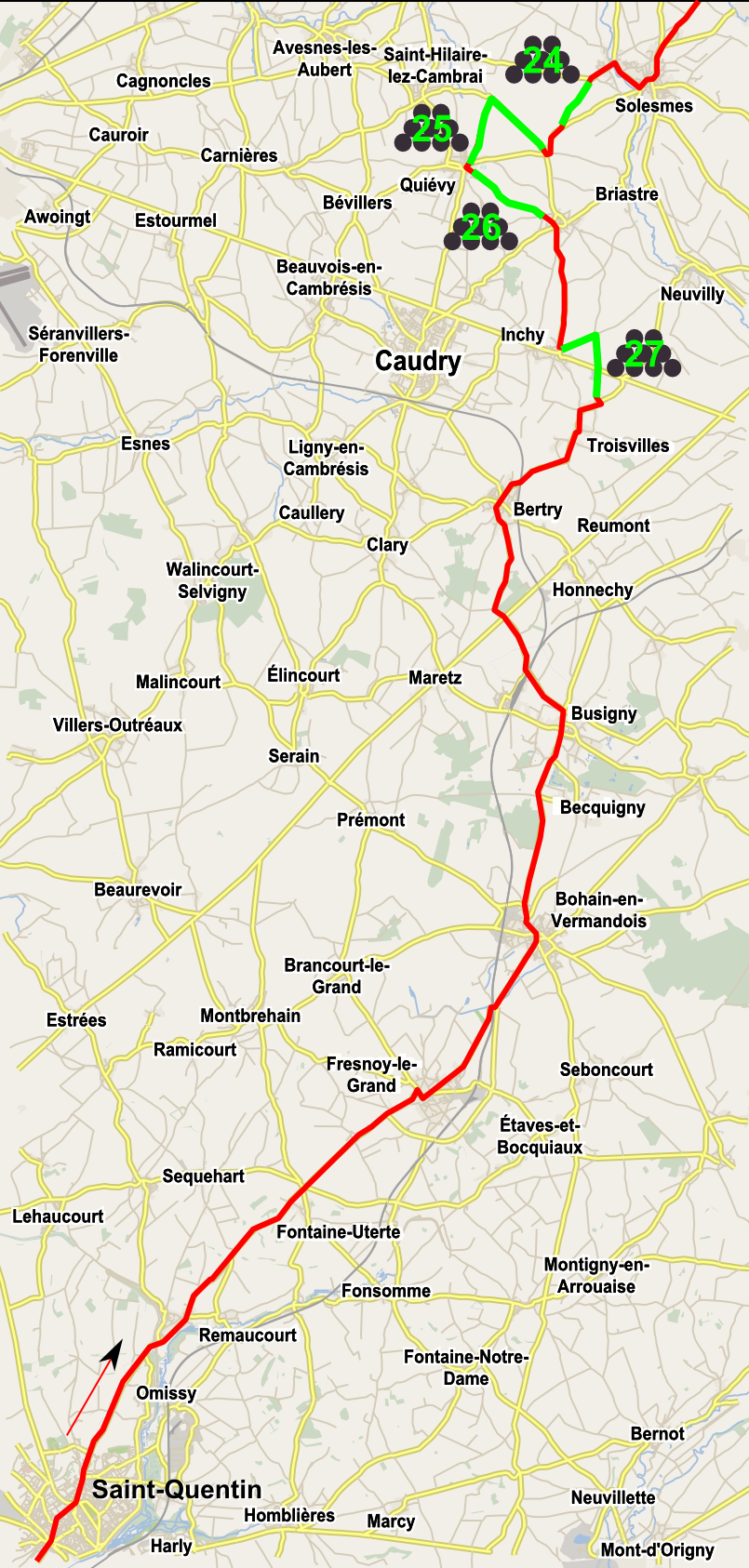
Recorregut entre Saint-Quentin i Solesmes.
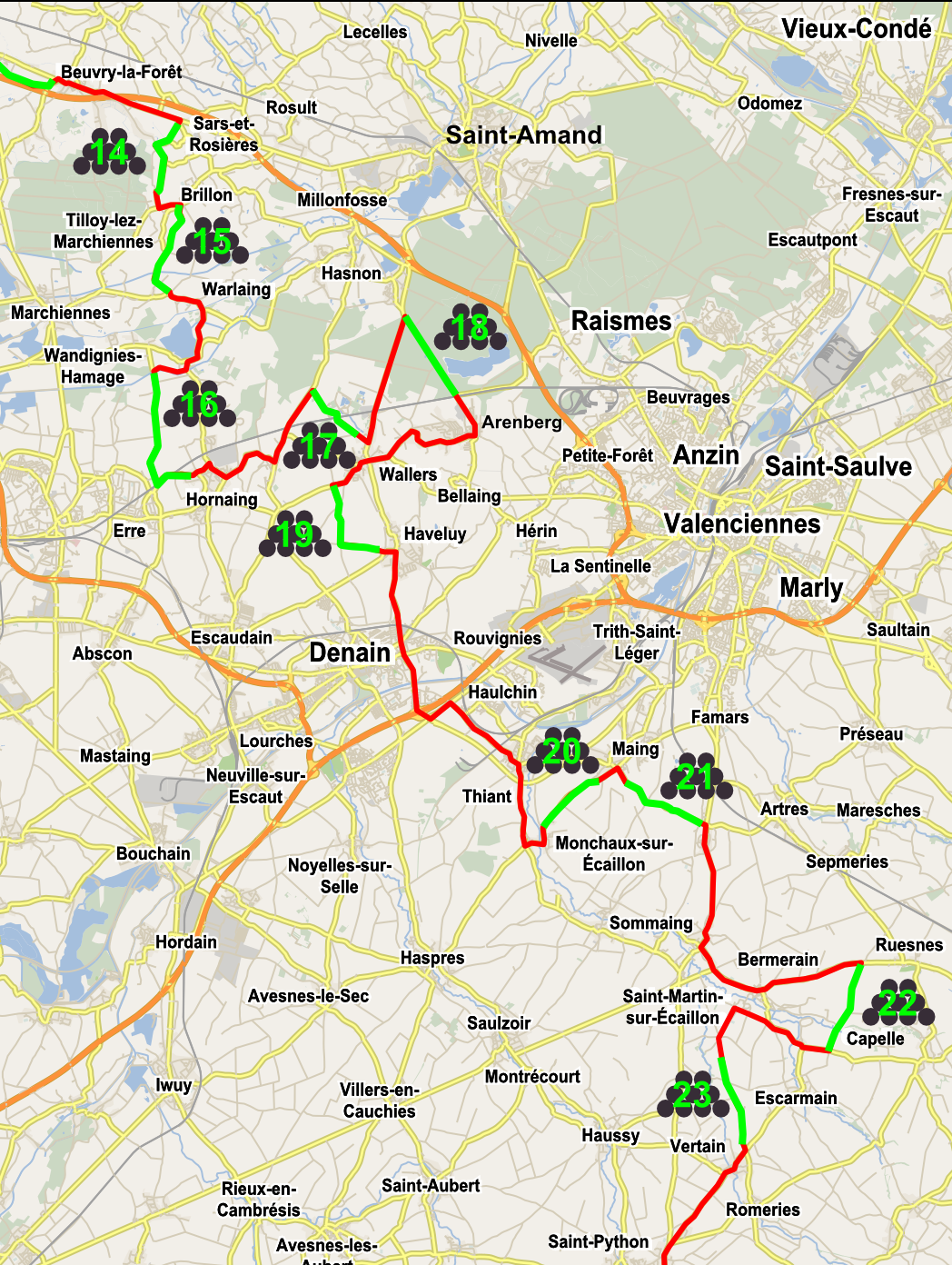
Recorregut entre Solesmes i Orchies.
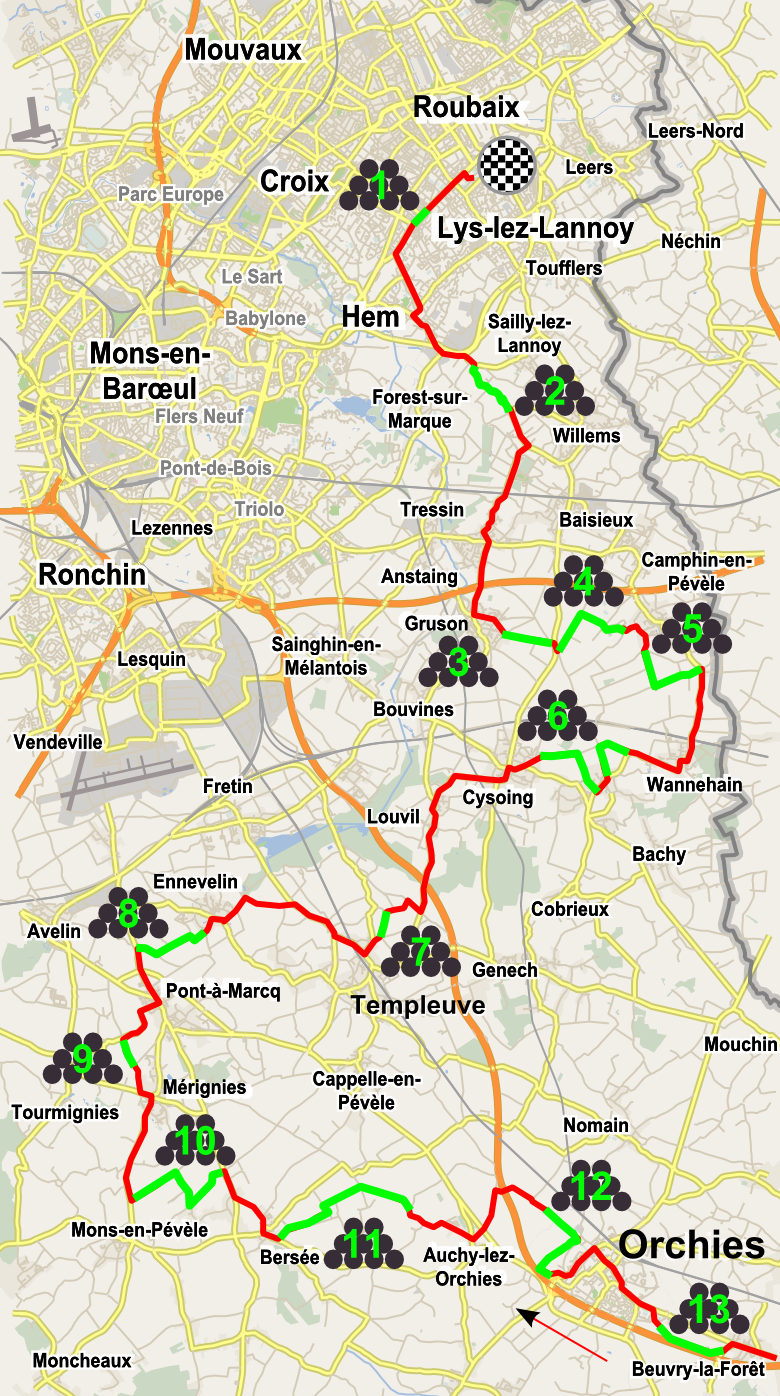
Recorregut final entre Orchies i Roubaix

## Equips participants
A la cursa hi prengueren part vint-i-cinc equips, els divuit World Tour i set equips continentals professionals que foren convidats per l'organització.
| Núm.    | Codi | Equip                 |
| ------- | ---- | --------------------- |
| 1-8     | TGA  | Team Giant-Alpecin    |
| 11-18   | EQS  | Etixx-Quick Step      |
| 21-28   | BMC  | BMC Racing Team       |
| 31-38   | AST  | Astana Qazaqstan Team |
| 41-48   | IAM  | IAM Cycling           |
| 51-58   | OGE  | Orica-GreenEDGE       |
| 61-68   | SKY  | Team Sky              |
| 71-78   | LTS  | Lotto Soudal          |
| 81-88   | KAT  | Team Katusha          |
| 91-98   | TLJ  | Team LottoNL-Jumbo    |
| 101-108 | BOA  | Bora-Argon 18         |
| 111-118 | TNK  | Team Tinkoff          |
| 121-128 | COF  | Cofidis               |

| Núm.    | Codi | Equip                       |
| ------- | ---- | --------------------------- |
| 131-138 | WGG  | Wanty-Groupe Gobert         |
| 141-148 | TFS  | Trek-Segafredo              |
| 151-158 | ALM  | AG2R La Mondiale            |
| 161-168 | FDJ  | FDJ                         |
| 171-178 | FVC  | Fortuneo-Vital Concept      |
| 181-188 | DEN  | Direct Énergie              |
| 191-198 | TSV  | Topsport Vlaanderen-Baloise |
| 201-208 | DDD  | Dimension Data              |
| 211-218 | LAM  | Lampre-Merida               |
| 221-228 | MOV  | Movistar Team               |
| 231-238 | CPT  | Cannondale                  |
| 241-248 | DMP  | Delko-Marseille             |

## Classificació final
|    | Cilista                    | Equip              | Temps      | UCI World Tour Punts |
| -- | -------------------------- | ------------------ | ---------- | -------------------- |
| 1  | Mathew Hayman (AUS)        | Orica-GreenEDGE    | 5h 51' 53" | 100                  |
| 2  | Tom Boonen (BEL)           | Etixx-Quick Step   | m. t.      | 80                   |
| 3  | Ian Stannard (GBR)         | Team Sky           | m. t.      | 70                   |
| 4  | Sep Vanmarcke (BEL)        | Team LottoNL-Jumbo | m. t.      | 60                   |
| 5  | Edvald Boasson Hagen (NOR) | Dimension Data     | + 3"       | 50                   |
| 6  | Heinrich Haussler (AUS)    | IAM Cycling        | + 1' 00"   | 40                   |
| 7  | Marcel Sieberg (GER)       | Lotto Soudal       | + 1' 00"   | 30                   |
| 8  | Aleksejs Saramotins (LAT)  | IAM Cycling        | + 1' 00"   | 20                   |
| 9  | Imanol Erviti (ESP)        | Movistar Team      | + 1' 07"   | 10                   |
| 10 | Adrien Petit (FRA)         | Direct Énergie     | + 2' 20"   | -                    |